# Alcyonidium vicarians
Alcyonidium vicarians är en mossdjursart som beskrevs av Jean-Loup d'Hondt och Chimenz Gusso 2006. Alcyonidium vicarians ingår i släktet Alcyonidium och familjen Alcyonidiidae. Inga underarter finns listade i Catalogue of Life.